# Шоани
Шоани (ингуш. Шоани) — аул, расположенный в Джейрахском районе Ингушетии, недалеко от границы с Грузией.
В ауле Шоане протекают реки Шоан-хи и Армхи. В долине Армхи находится гора Шан — высочайшая точка Ингушетии (4451 м).

## История
От села происходит ингушский тейп Шоанхой Мецхальского шахара, которые жили здесь вплоть до 1944 года, до начала депортации вайнахов. В свою очередь этимология названия самого тайпа не установлена, А. С. Сулейманов называет две версии:
- от имени предка Шанхоевых — Шоа, переселенца из села Баркин горной Ингушетии
- от высокогорного ареала тайпа (от ингуш. шуо — «пропасть», «обрыв»)

В ауле проживал последний ингушский жрец Хаутиев Элмарз-хаджи (1766—1923).

## Население
| 1926 | 2010 | 2011 | 2012 | 2013 | 2015 | 2016 |
| ---- | ---- | ---- | ---- | ---- | ---- | ---- |
| 53   | ↘2   | →2   | ↗3   | →3   | ↘2   | →2   |
| 2019 | 2024 |      |      |      |      |      |
| →2   | ↗6   |      |      |      |      |      |